# Mt. Rainier Gondola
La Mt. Rainier Gondola est une télécabine américaine dans le comté de Pierce, dans l'État de Washington. Partie de la station de sports d'hiver Crystal Mountain, et donc protégée au sein de la forêt nationale du mont Baker-Snoqualmie, elle permet d'accéder à un point de vue panoramique sur le mont Rainier où se trouve notamment un restaurant. Ses cabines pouvant emporter chacune jusqu'à huit personnes franchissent plus de 730 mètres de dénivelé en environ douze minutes.